# Redmund
Redmund est un prénom masculin anglais apparenté au prénom Raymond et pouvant désigner :

## Prénom
- Redmund Geach (en) (1933-1986), joueur sud-africain de cricket

## Référence
1. ↑  (fr) Redmund - behindthename.com